# 니켈
니켈(←독일어: Nickel 니켈[*], 영어: Nickel 니컬[*], 일본어: ニッケル 닛케루[*])은 화학 원소로 기호는 Ni(←라틴어: Niccolum 니콜룸[*])이고 원자 번호는 28이며, 10족 원소이다. 녹는점은 1728K이다.

## 동위 원소
자연계에서 존재하는 니켈 동위 원소로는 58Ni, 60Ni, 61Ni, 62Ni, 64Ni가 존재한다.
58Ni은 니켈 동위 원소 중에서 68.077%로 자연계에서 가장 많이 차지하는 동위 원소이다.
대부분의 58Ni은 30P에서 시작된 헬륨 융합 과정을 통해 생성된다.
30P의 헬륨 과정은 54Co에서 멈추는데 이 다음 산물인 58Cu을 형성하려면 에너지를 방출하여 순탄하게 일어나지만 이미 항성의 핵이 응축되기 시작하므로 그리 많은 양이 형성되지 않는다. 하지만 항성의 중심핵이 응축하고 시간적 여유가 없지만 이러한 이유 때문에 58Ni이 니켈 동위 원소들 중 가장 풍부하게 존재하는 것이며, 니켈이 철보다 10배 이상 희귀한 이유가 된다.
60Ni은 니켈 동위 원소 중 26.233%로 풍부하게 존재한다.
60Ni은 60Fe가 베타 붕괴로 인해 생성되므로 초신성 폭발의 R-과정을 통해 생성한다.
62Ni는 니켈 동위 원소 중 3.634%를 차지하며 항성의 핵융합으로 인해 생성되기도 하며 초신성 폭발을 통해서도 생성한다.
왜냐하면 62Ni는 모든 원소들 중 핵자간 결합 에너지가 가장 높으므로 가장 안정적 동위 원소이기 때문이다.
( 62Ni의 결합 에너지는 8.794549 MeV, 58Fe의 결합에너지는 8.792221 MeV, 56Fe의 결합에너지는 8.790323 MeV )
따라서 62Ni가 항성의 핵융합으로 인해 생성되는 최종 동위 원소이다. 그럼에도 불구하고 62Ni는 철보다 희귀하며 니켈 동위 원소들 중에서도 희귀하다.
이유는 30P의 헬륨 과정은 54Co를 형성할 때에 항성의 중심핵은 응축하기 시작한다. 그 다음 산물인 58Cu는 에너지를 방출하므로 순탄하게 일어나지만 이미 항성의 중심핵이 응축하기 시작하여 시간이 많지 않으므로 58Ni은 많은 양이 형성되지 않는다.
그 다음 산물인 62Ga은 58Cu보다 결합 에너지가 낮기 때문에 에너지를 흡수해야 생성되며, 58Cu에 비해 형성될 시간적 여유가 더욱 더 없으므로 미량 생성된다. 형성된 62Ga은 어마어마한 에너지를 내뿜는데 3번의 B+ 붕괴를 통해 총 14.75 MeV의 엄청난 에너지를 내뿜고 62Ni로 붕괴한다.
따라서 62Ni는 항성의 핵융합을 통해서도 생성되지만 상당비율이 초신성 폭발을 통해서 생성된다.
61Ni과 64Ni는 초신성 폭발의 R-과정을 통해 생성된다.

## 주요 성질

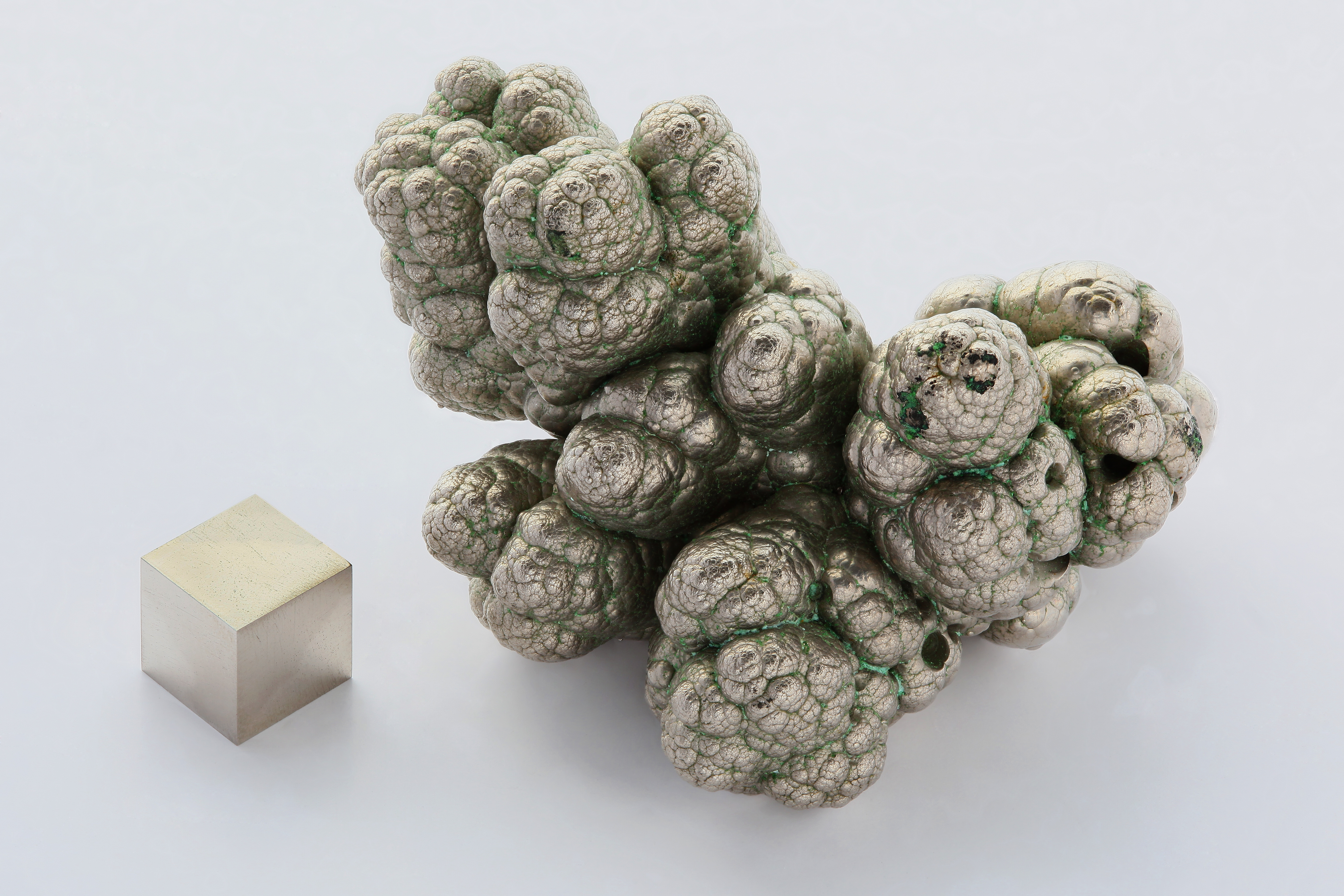

니켈은 은백색의 강한 광택이 있는 금속이다. 철족 원소로 단단하며 가단성과 연성이 있다. 황 화합물인 침상니켈석이나 비소 화합물인 홍비니켈석, 황/비소 화합물인 황비니켈석 광물에서 산출된다.
공기 중에서 변하지 않고, 산화 반응을 일으키지 않아 도금이나 합금 등을 통해 동전의 재료로 사용된다. 자성을 띠며 코발트와 함께 산출된다.
니켈은 강자성을 띠는 다섯 원소 중 하나이다.
일반적인 산화 상태는 +2로, 0, +1, +3 상태도 관찰된다.
니켈-62은 존재하는 원소 중 가장 안정성이 뛰어난 핵종으로, 그 다음은 철-58이다.

## 지구에서의 존재
니켈은 지구의 외핵과 내핵의 성분 중 하나이다. 지각에는 84ppm이 존재하지만 지구 자체에는 1.83%가 존재하는데 지구 내핵의 5.8%가 니켈로 이루어져 있다.